# یواس‌اس پرت (دی‌ئی-۳۶۳)
یواس‌اس پرت (دی‌ئی-۳۶۳) (به انگلیسی: USS Pratt (DE-363)) یک کشتی بود که طول آن ۳۰۶ فوت (۹۳ متر) بود. این کشتی در سال ۱۹۴۴ ساخته شد.